# Nathu La
Nathu La is een bekende bergpas in de Himalaya. Hij ligt op de grens van de Indiase deelstaat Sikkim en Tibetaanse Autonome Regio in China. De pas ligt op een hoogte van 4310 meter, op de eeuwenoude Zijderoute.
Nathu La werd in 1962 tijdens de Chinees-Indiase Oorlog gesloten, en in 2006 heropend.
In het Tibetaans betekent Nathu 'luisterende oren' en La 'bergpas'.

## Zie ook

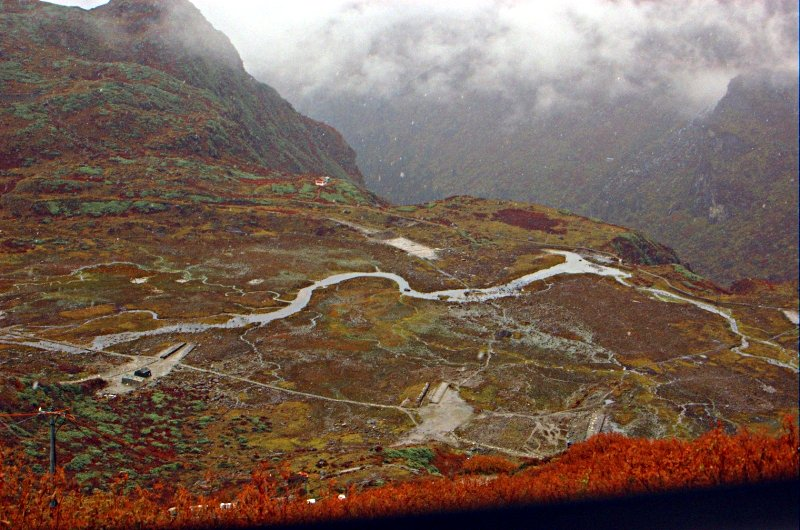
Nathu La

## Verder lezen
- Harris, Tina (2013). Geographical Diversions: Tibetan Trade, Global Transactions. University of Georgia Press, United States. ISBN 0820345733.